# Eremobia fasciata
Eremobia fasciata là một loài bướm đêm trong họ Noctuidae.